# Włodzimierz Ghika
Włodzimierz Ghika, właściwie Vladimir Ghika (ur. 25 grudnia 1873 w Konstantynopolu, zm. 16 maja 1954 w Jilava) – rumuński arystokrata, kapłan i męczennik chrześcijański, błogosławiony Kościoła katolickiego, wnuk Grzegorza V ( Grigore al V-lea Ghica), ostatniego władcy Mołdawii.
Urodził się w prawosławnej rodzinie książęcej. Był synem ministra pełnomocnego. Studiował w wolnej szkole nauk politycznych w Paryżu. W dniu 4 października 1921 został odznaczony Legią Honorową. Mając 57 lat w dniu 13 maja 1931 roku został mianowany przez papieża Piusa XI protonotariuszem apostolskim. 18 listopada 1952 został aresztowany przez komunistów i osadzony w więzieniu, gdzie był wielokrotnie przesłuchiwany i torturowany. Po procesie został skazany na trzy lata pozbawienia wolności.
Zmarł z wycieńczenia w więzieniu mając 80 lat w dniu 16 maja 1954 roku.
Beatyfikował go papież Franciszek 31 sierpnia 2013 roku. Uroczystościom w Bukareszcie przewodniczył kard. Angelo Amato.
Jego wspomnienie liturgiczne obchodzone jest w dies natalis (16 maja).